# ليون ميستل
ليون ميستل (بالإنجليزية: Leon Mestel)‏ (5 أغسطس 1927 - 15 سبتمبر 2017)  كان عالم فلك بريطاني أسترالي وعالم فيزياء فلكية وأستاذ فخري بجامعة ساسكس . تركزت اهتماماته البحثية على مجالات تكوين النجوم وبنيتها، وخاصة المغناطيسية النجمية والديناميكا المائية الفيزيائية الفلكية. حصل على وسام إدينجتون (1993) والميدالية الذهبية للجمعية الملكية الفلكية (لعلم الفلك ، 2002). بعد تقاعده، كتب عدة نعي ومقالات عن سيرته الذاتية عن علماء الفيزياء وعلماء الفيزياء الفلكية.